# Carolina Tejera
Nelly Carolina Tejera (ur. 14 października 1976 w Caracas) – wenezuelska modelka i aktorka. Zagrała główne role w telenowelach Tajemnicza kobieta i Żona Lorenza.

## Wybrana filmografia
- 1993: Rosangelica
- 1998: Królowa serc jako Mesalina
- 1999: Tajemnicza kobieta
- 2003: Żona Lorenza
- 2010: Ktoś Cię obserwuje
- 2011: Moje serce bije dla Loli
- 2012: Corazón Valiente jako Lorena Barrios